# Stazione di Cantello
Stazione di Cantello 1938-ban bezárt vasútállomás Olaszországban, Lombardia régióban, Cantello településen.

## Vasútvonalak
Az állomást az alábbi vasútvonalak érintették:
- Valmorea-vasútvonal

## Kapcsolódó állomások
A vasútállomáshoz az alábbi állomások vannak a legközelebb:
- Stazione di Valmorea
- Stazione di Malnate Olona